# 日本アイスクリーム協会
一般社団法人日本アイスクリーム協会（にほんアイスクリームきょうかい、英: Japan Ice Cream Association'）は、日本のアイスクリーム・氷菓業界の業界団体。元厚生労働省所管。

## 概要
- 所在地 - 〒102-0073 東京都千代田区九段北一丁目14-19 乳業会館内

## 年表
- 1966年（昭和41年）3月21日 - 日本アイスクリーム協会設立総会開催、厚生省（当時）に設立申請
- 1966年7月2日 - 厚生大臣より設立許可を受け、社団法人日本アイスクリーム協会発足

## 事業内容
アイスクリーム・氷菓等の衛生・品質向上、生産技術の改善に関する事業および知識の普及・消費の拡大・統計調査・研究に関する事業

## 会員
正会員
- 特別会員
  - 赤城乳業
  - 井村屋
  - 江崎グリコ
  - オハヨー乳業
  - 協同乳業
  - クラシエフーズ
  - ハーゲンダッツジャパン
  - フタバ食品
  - 丸永製菓
  - 明治
  - 森永製菓
  - 森永乳業
  - ロッテ
- 団体会員
  - 北海道アイスクリーム協会
  - 東北アイスクリーム協会
  - 関東アイスクリーム協会
  - 東海アイスクリーム協会
  - 近畿アイスクリーム協会
  - 中国アイスクリーム協会
  - 九州アイスクリーム協会

賛助会員
- 日本アイスクリーム産業振興会